# Salezjanie
Towarzystwo Salezjańskie (Towarzystwo św. Franciszka Salezego; nazwa łacińska: Societas Sancti Francisci Salesii; skrót zakonny SDB) – zostało założone w 1859 przez ks. Jana Bosko (1815–1888), znanego też jako Don Bosco, w celu kontynuowania jego pracy z młodzieżą i dziećmi.
Ks. Jan Bosko swoje życie poświęcił młodzieży i dzieciom, organizując dla nich oratoria (miejsca nauki, zabawy, modlitwy i pracy), a także szkoły dające zawód i szanse dalszej nauki. Z wybranymi wychowankami założył Towarzystwo św. Franciszka Salezego.
W 1876 ta nowa wspólnota zakonna liczyła już 330 członków. W 1887 (tzn. na rok przed śmiercią ks. Bosko) zgromadzenie liczyło 1049 salezjanów.
Salezjanie w dalszym ciągu pracują z młodzieżą w szkołach, oratoriach, świetlicach, domach poprawczych, prowadzą parafie i wyjeżdżają na misje.
W 2021 r. salezjanie liczyli 14 299 członków i posiadali 1865 domy zakonne. Podzieleni na 90 prowincji działali w 134 krajach.

## Święci salezjanie[2]
- Jan Bosko
- Alojzy Versiglia
- Kalikst Caravario
- Artemides Zatti

## Salezjanie w Polsce
W 1887 r. śluby zakonne w zgromadzeniu salezjanów we Włoszech złożył na ręce św. Jana Bosko ks. Bronisław Markiewicz z diecezji przemyskiej. W 1892 r. wrócił do Polski, zostając proboszczem w Miejscu Piastowym, gdzie założył instytut wychowawczy dla chłopców, podlegający inspektorii (prowincji) sycylijskiej. Odszedł jednak od salezjanów, zakładając dwa odrębne zgromadzenia, księży michalitów i sióstr michalitek.
Kolejni salezjanie przybyli do Polski w 1898. Pierwszą ich placówką był zakład w Oświęcimiu. Zgromadzenie w Polsce rozwijało się bardzo prężnie, bo już w 1933 nastąpił podział na 2 prowincje zakonne (warszawską i krakowską), a liczba współbraci-Polaków osiągnęła 571. Po II wojnie światowej, która pozbawiła życia lub rozproszyła po świecie ok. 300 salezjanów polskich, zgromadzenie rozwija się bardzo dynamicznie i w roku 1979  liczba współbraci wynosi 938. W tymże roku następuje kolejny podział – liczba prowincji zwiększa się do 4 (z siedzibami w Warszawie, Pile, Wrocławiu i Krakowie). W 1998 – na stulecie przybycia salezjanów do Polski – było ich około 1200.
Po okresie komunizmu, gdy jedyną możliwością pracy była praca w parafiach, pojawiają się nowe pola i perspektywy pracy. Zakonnicy wrócili do pracy wychowawczej wśród młodzieży. Powstały liczne ośrodki kształcenia i wychowania, takie jak szkoły różnego rodzaju i stopnia, bursy, internaty, ośrodki wychowawcze. W grudniu 1997, na 185 szkół katolickich w Polsce, 31 prowadzili salezjanie.
Obecnie w Polsce jedyne salezjańskie wyższe seminarium duchowne znajduje się w Krakowie. Do roku 2008 klerycy kształcili się również w WSD w Łodzi, a do roku 2023 w WSD w Lądzie nad Wartą.
W 1999 r. papież Jan Paweł II w grupie 108 polskich męczenników beatyfikował salezjanina ks. Józefa Kowalskiego, zamordowanego przez Niemców w KL Auschwitz, oraz pięciu młodych wychowanków Salezjańskiego Oratorium św. Jana Bosko w Poznaniu, zgilotynowanych w 1942 r. w Dreźnie.  Z kolei w grupie 122 męczenników, których proces beatyfikacyjny jest prowadzony od 2003 r., znajdują się ks. Jan Świerc i ks. Włodzimierz Szembek oraz 7 innych polskich salezjanów zgładzonych w niemieckich obozach koncentracyjnych.

## Polscy biskupi salezjańscy
- August Hlond – kardynał i prymas Polski
- Antoni Baraniak – arcybiskup poznański
- Adam Śmigielski – biskup sosnowiecki

## Działalność misyjna
Założyciel salezjanów znany jest nie tylko jako wychowawca i opiekun młodzieży, lecz także jako krzewiciel działalności misyjnej w Kościele – to ostatnie uważał za jedno z najważniejszych zadań zgromadzenia. Pierwsza placówka misyjna powstała w Patagonii. Po śmierci ks. Bosko, pod wodzą jego następcy ks. Michała Rui, salezjanie poszerzyli pole działalności misyjnej. W 1891 roku przybyli po raz pierwszy do Algierii, tym samym dając początek misjom salezjańskim na kontynencie afrykańskim. Pierwszymi placówkami salezjańskimi w Azji były szkoły i sierocińce otworzone w 1882 w Palestynie. Pięć lat później, w 1897, salezjanie rozpoczęli działalność misyjną w Stanach Zjednoczonych.
W prowadzenie misji, w okresie wzmożonego rozwoju zgromadzenia, włączyła się grupa Polaków. Początkowo udali się oni do Włoch, by ukończyć tam gimnazjum i dołączyć do Towarzystwa Salezjańskiego. Działo się to w latach od 1888 do 1902, kiedy to sytuacja polityczna Polaków nie była najlepsza. Polskim salezjanom pozostało więc działać wśród rodaków na emigracji, zwłaszcza w Ameryce Południowej.
Do czasu wybuchu II wojny światowej liczba Polaków obecnych w krajach misyjnych przekroczyła 300 misjonarzy. W okresie powojennym, z przyczyn politycznych, doszło do zmniejszenia ogromnego zaangażowania misyjnego polskich salezjanów. Ich nowa karta działalności misyjnej została otwarta w roku 1981, kiedy to zgromadzenie rozpoczęło realizację projektu „Afryka”. Zakładał on skierowanie misjonarzy salezjańskich z Europy, Azji i obu Ameryk do pracy na Czarnym Lądzie.
W Polsce od 1991 swoją działalność w Warszawie prowadzi Salezjański Ośrodek Misyjny, który koordynuje pracę misyjną czterech polskich inspektorii salezjańskich: krakowskiej, warszawskiej, pilskiej i wrocławskiej. Z kolei w roku 1999 powstał Salezjański Wolontariat Misyjny – Młodzi Światu, którego szczególnym zadaniem jest zaangażowanie osób świeckich w misję Kościoła i salezjanów, obecnie jego oddziały znajdują się w Krakowie, Poznaniu, Wrocławiu, Kielcach i Świętochłowicach.

## Galeria

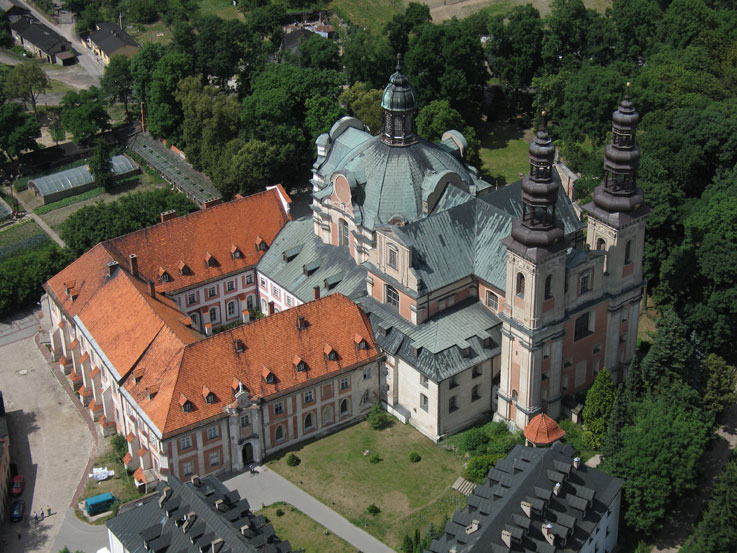
Wyższe Seminarium Duchowne w Lądzie
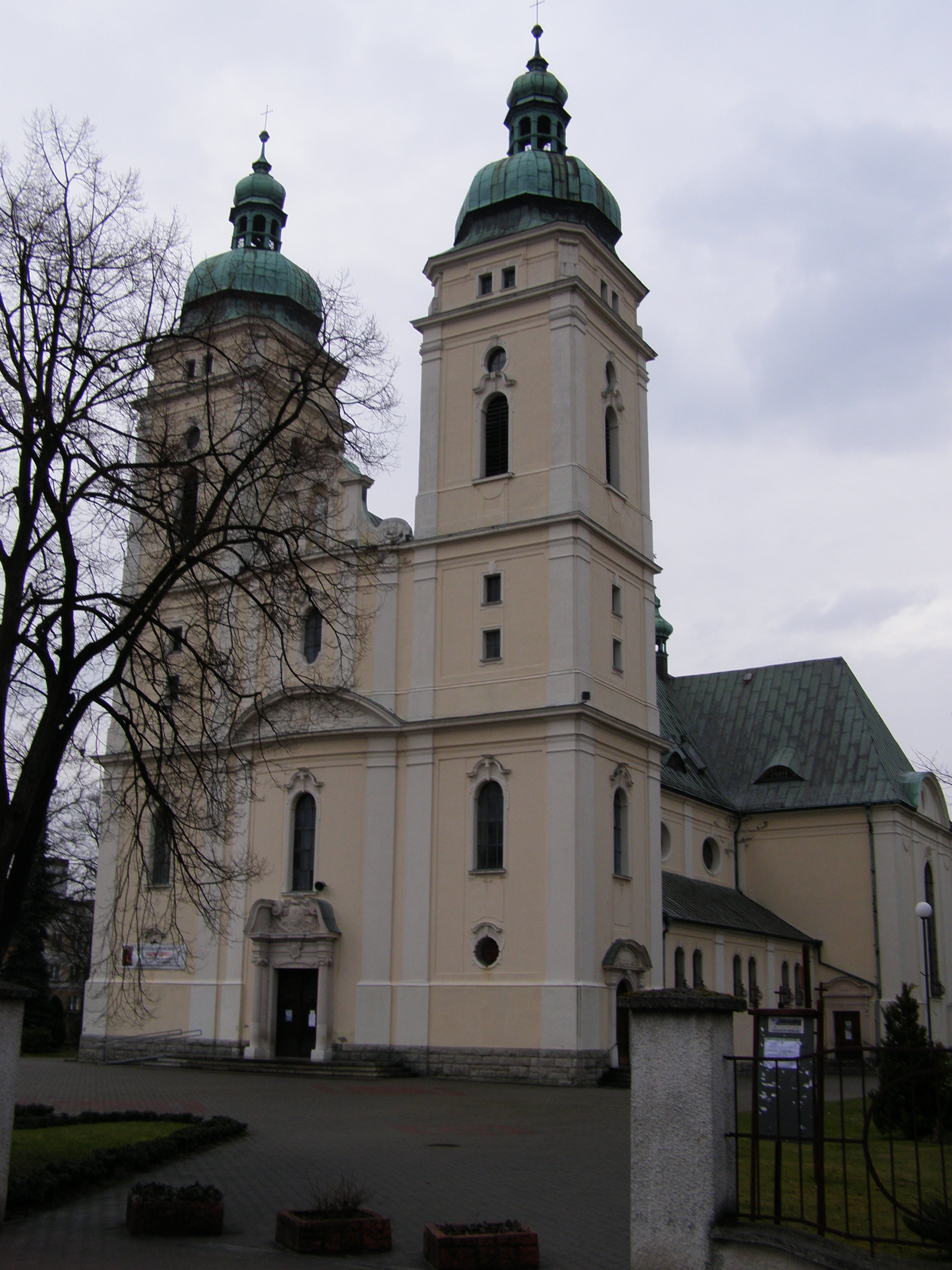
Kościół Świętej Rodziny w Pile
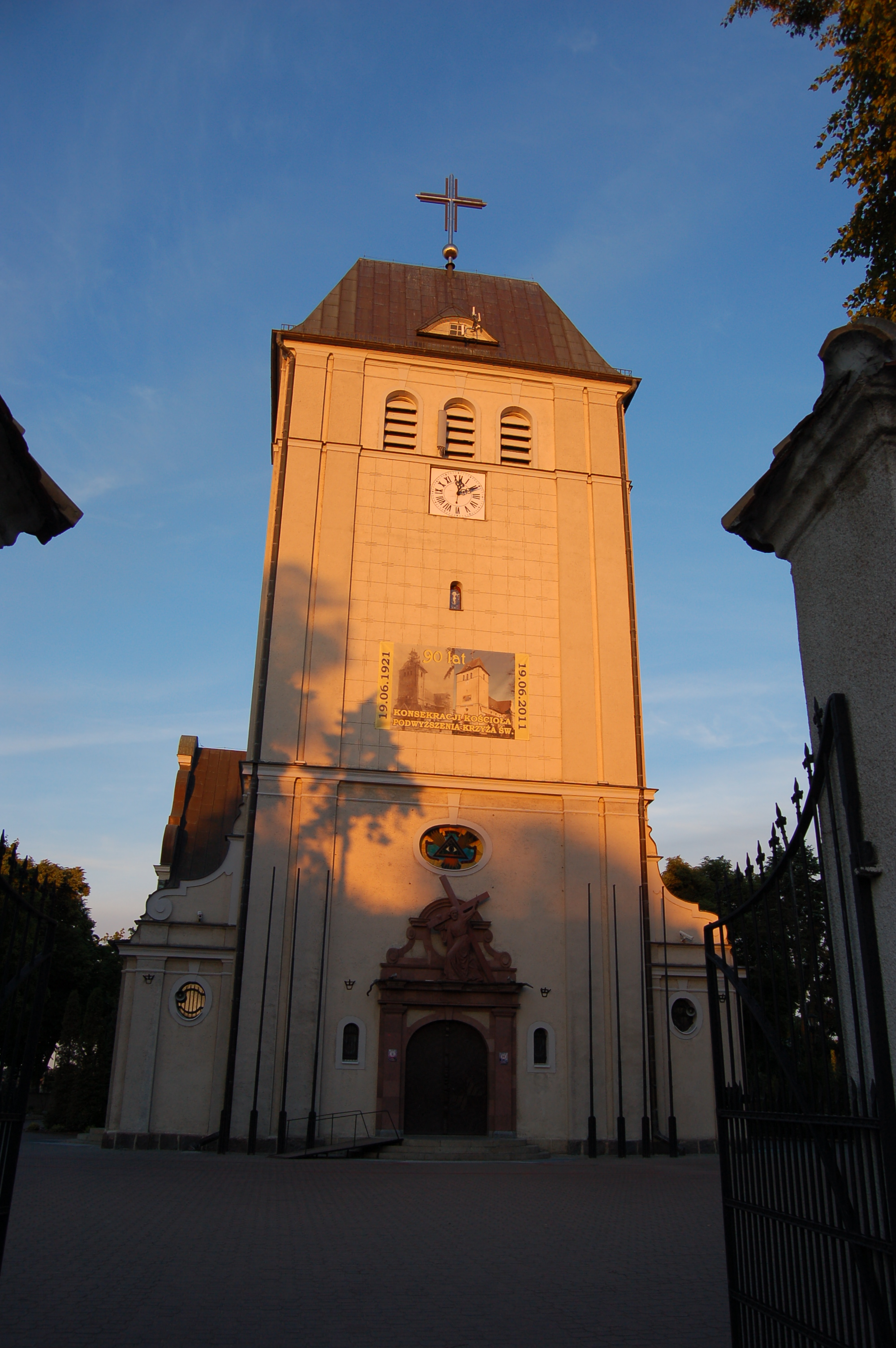
Kościół św. Krzyża w Rumi
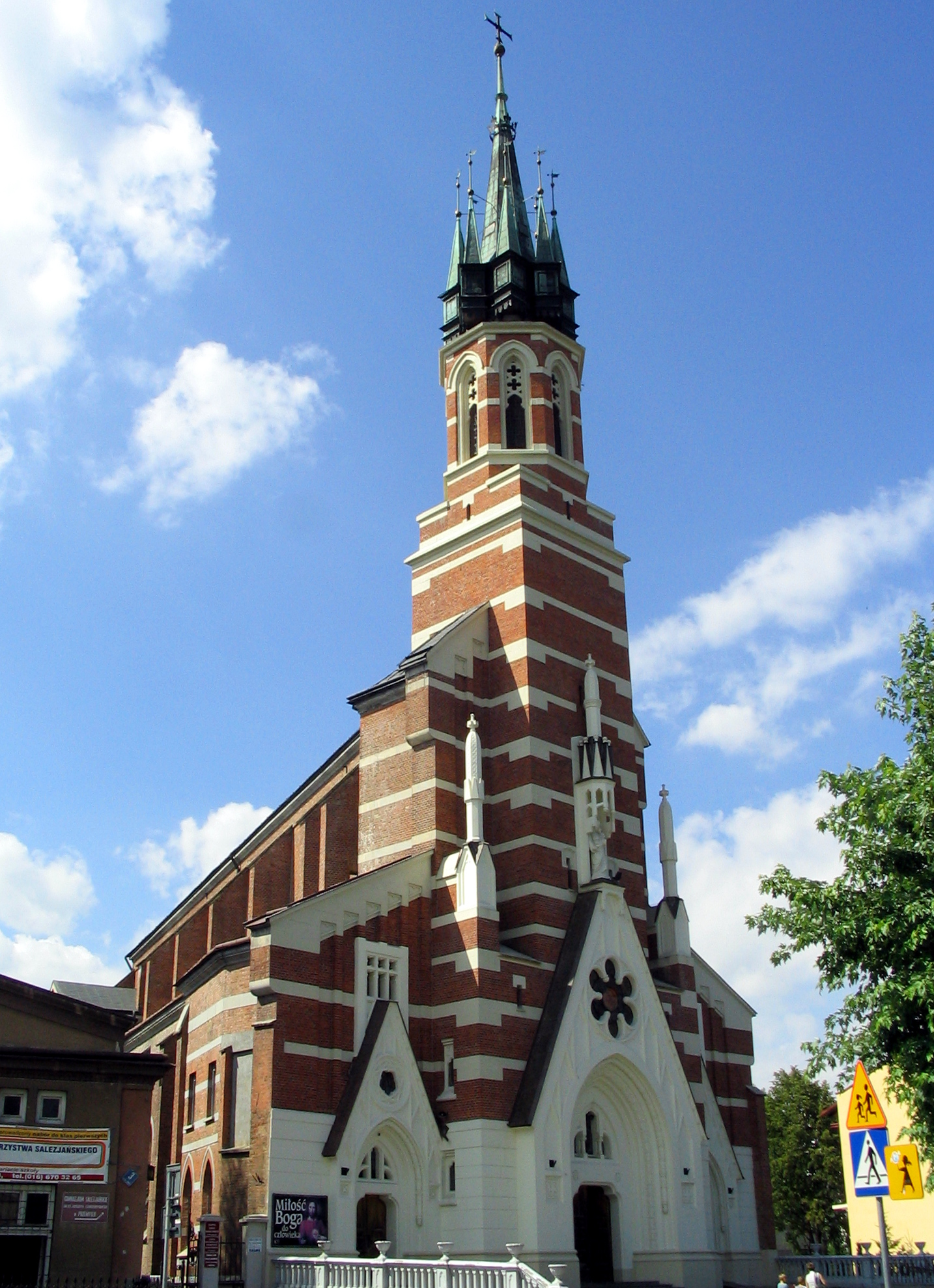
Kościół św. Józefa w Przemyślu
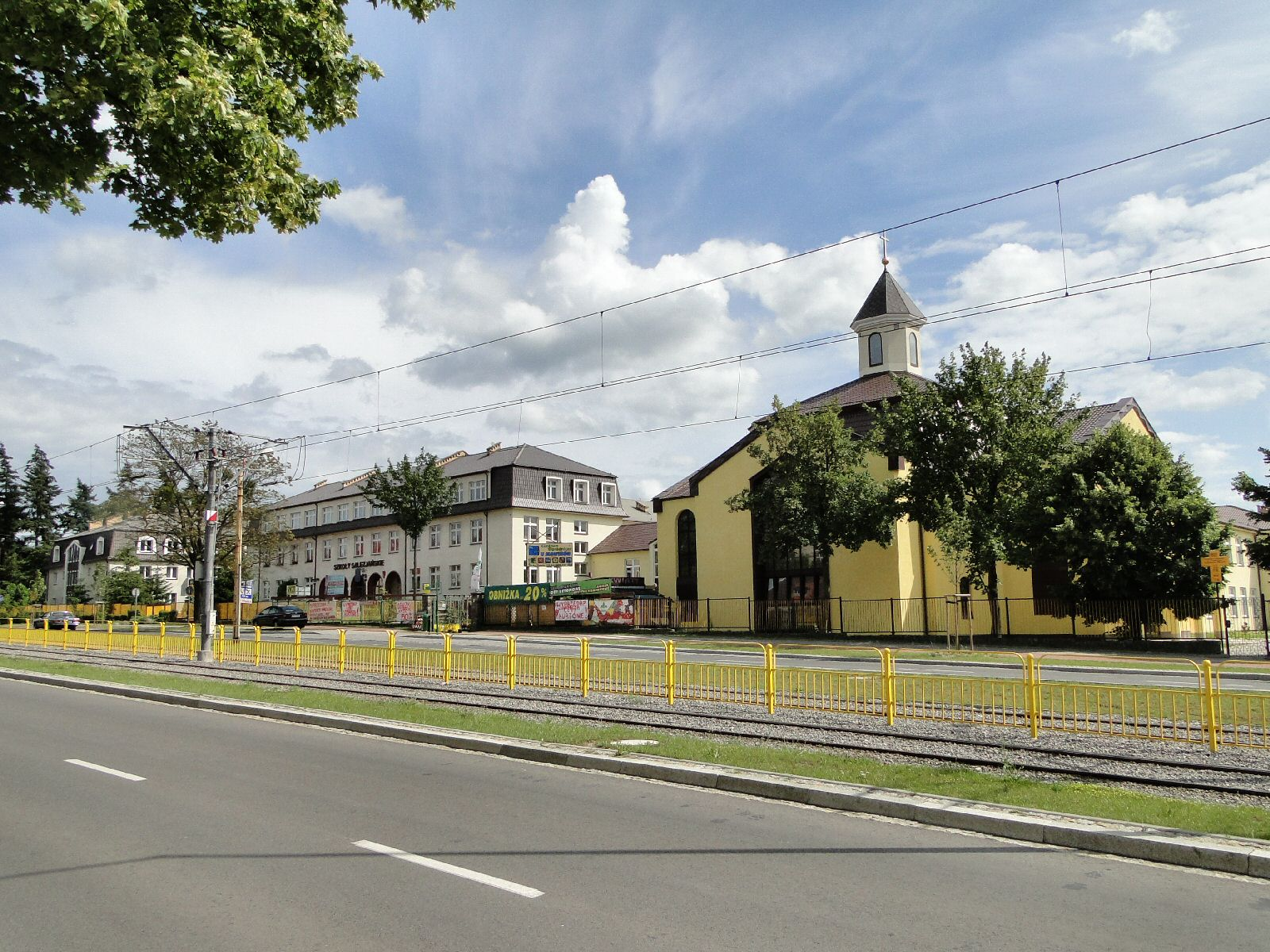
Zespół Szkół Salezjańskich przy ul. Ku Słońcu w Szczecinie
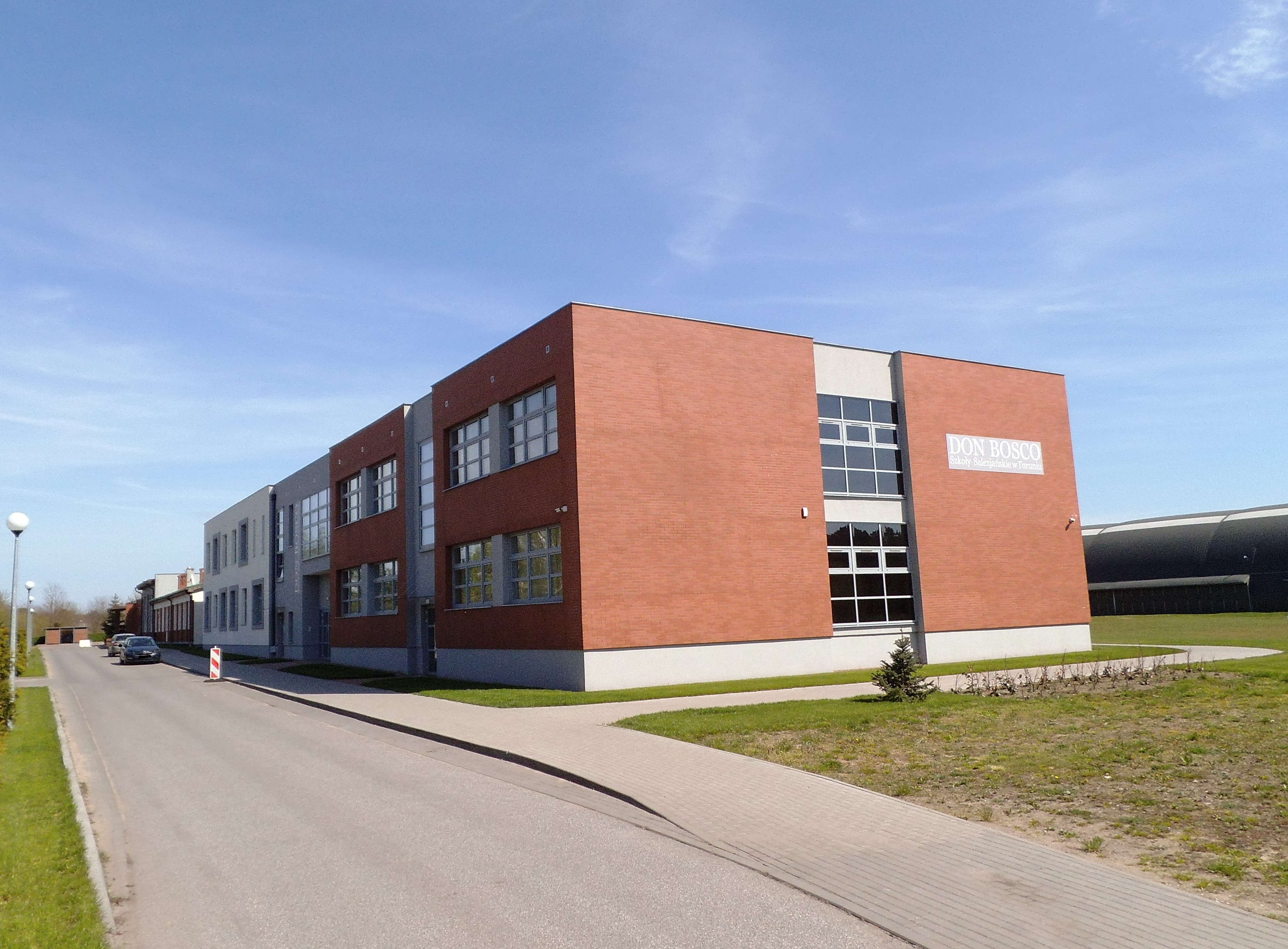
Szkoła Salezjańska w Toruniu
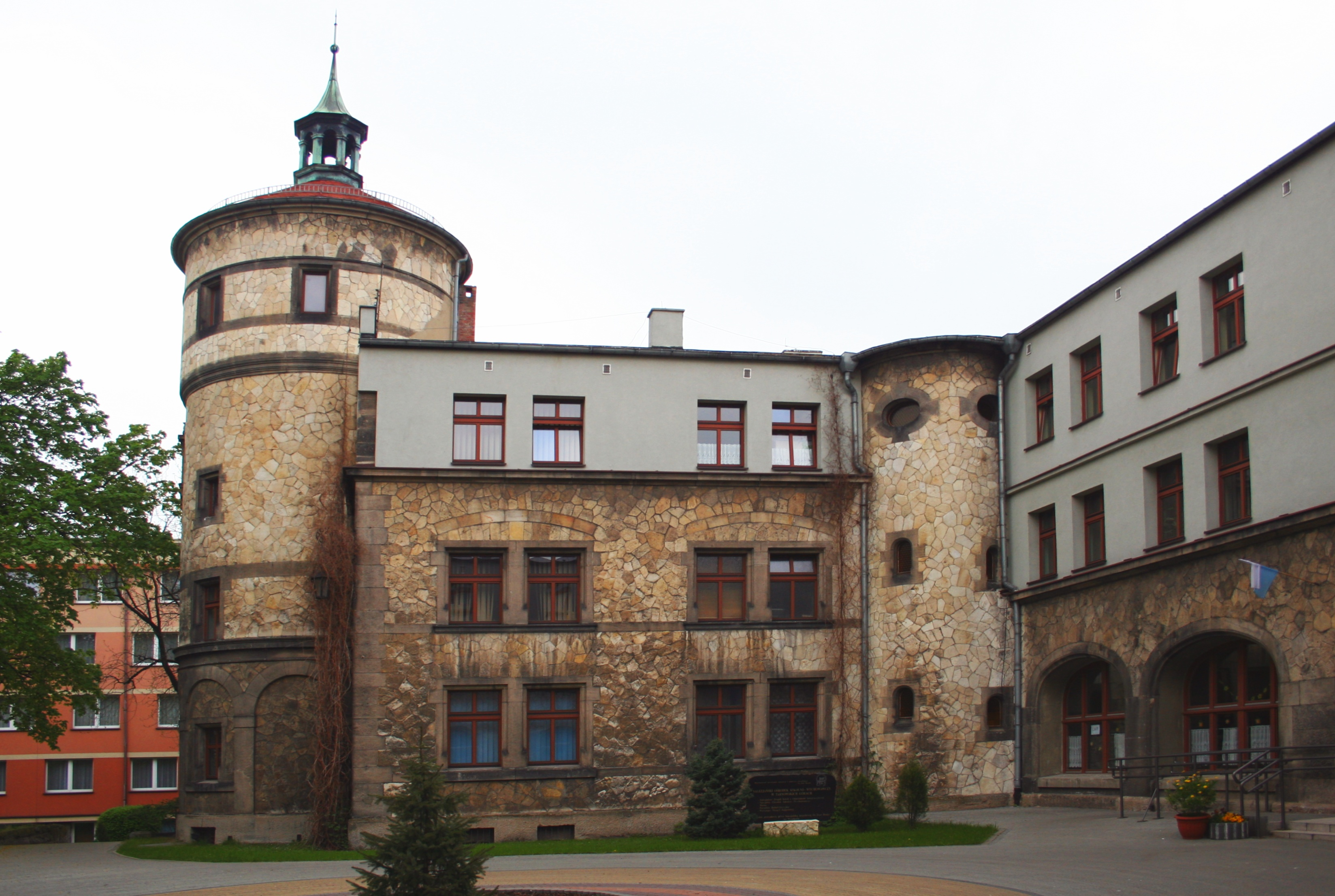
Salezjański Ośrodek Szkolno-Wychowawczy w Tarnowskich Górach
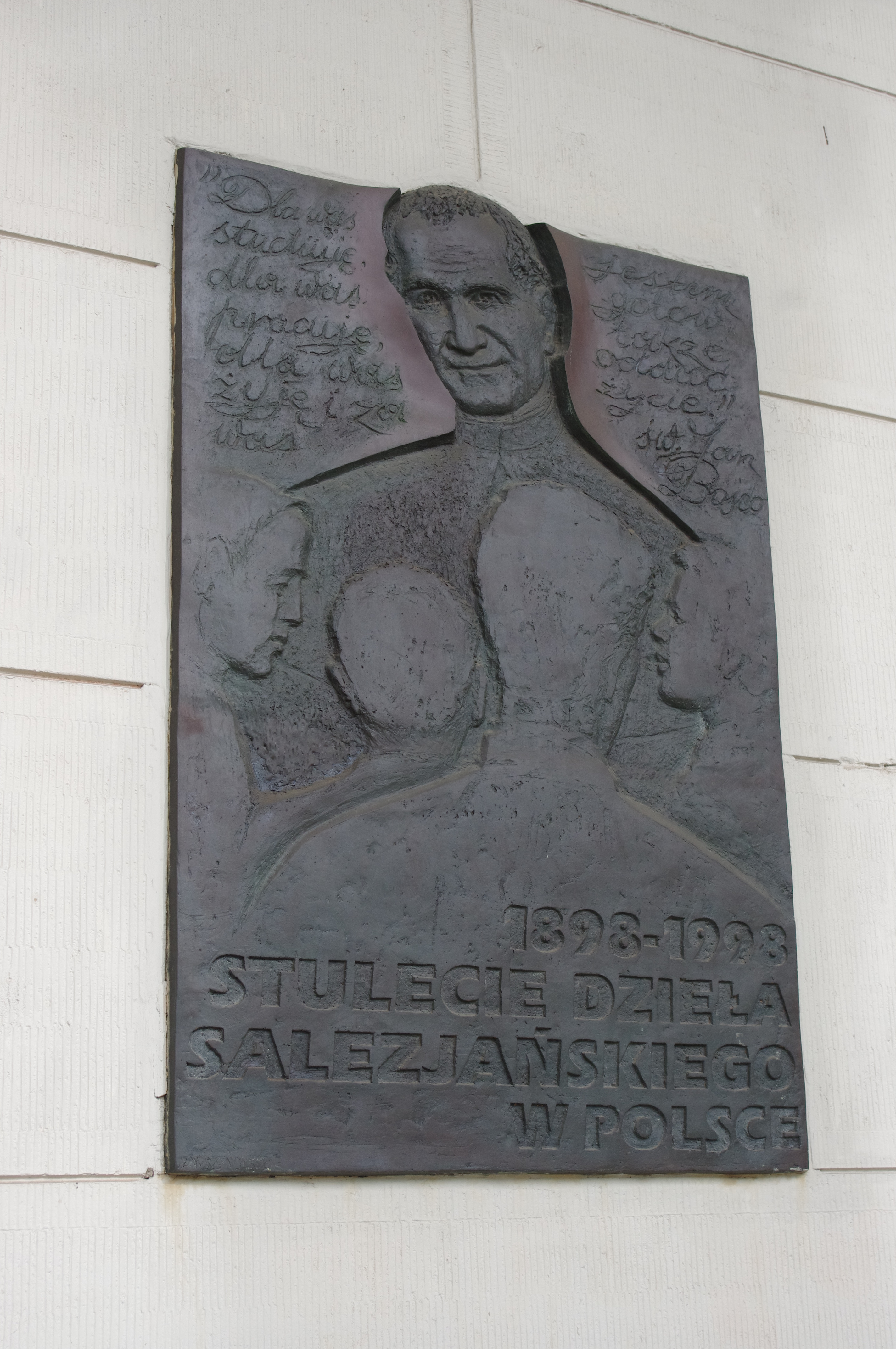
Tablica upamiętniająca 100-lecie działalności salezjańskiej w Polsce na ścianie bazyliki Najświętszego Serca Jezusowego w Warszawie
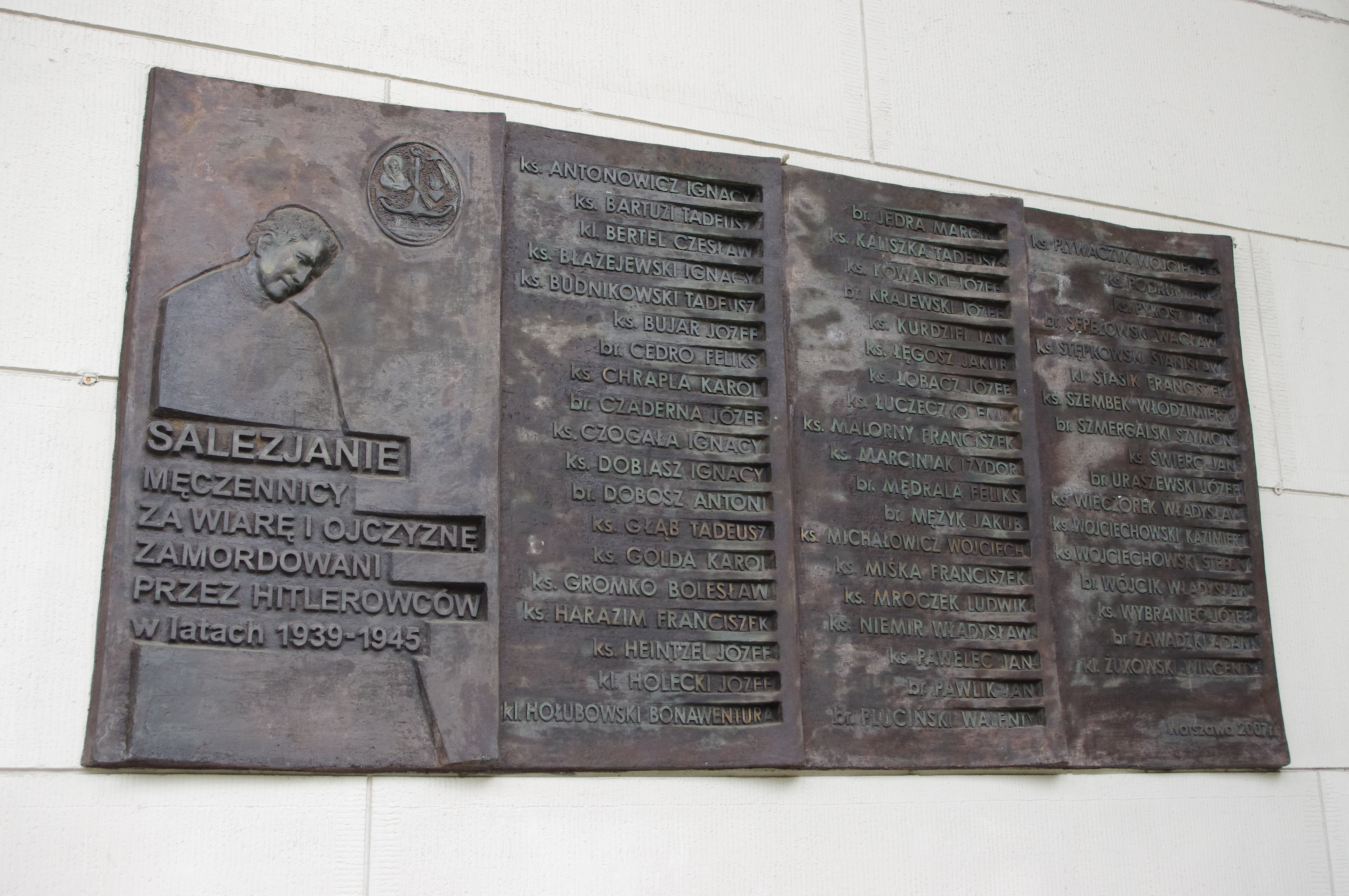
Tablica upamiętniająca salezjanów pomordowanych w czasie II wojny światowej na ścianie bazyliki Najświętszego Serca Jezusowego w Warszawie